# Screveton
Screveton est une paroisse civile et un village du Nottinghamshire, en Angleterre.